# サウンド・トランジット100形電車
この項目では、アメリカ合衆国ワシントン州シアトルで公共交通機関を運営するサウンド・トランジットが所有する、日本の鉄道車両メーカーである近畿車輛が製造した超低床電車について解説する。サウンド・トランジットが運営するライトレール路線であるセントラル・リンク（現：リンク・ライトレール）の開業に備えて導入された車両で、2014年までに62両が導入された。

## 概要
シアトルと周辺都市を結ぶリンク・ライトレールは、1996年に計画が採択され2002年以降建設が開始され、2009年7月18日から営業運転を開始した路線である。この開通にあたり導入されたのが、アメリカ各都市のライトレール向け車両を手掛けている近畿車輛製の電車である。最初の車両は2003年に発注が行われた。
運転台が存在する先頭車体（A車、B車）が全長が短い中間車体（C車）を挟み込む3車体連接車で、後述の動力台車が存在する箇所を除いた車内の70％が床上高さ370 mmの低床構造になっている。前面は丸みを帯びた柔らかな曲線形状で構成された流線形で、斬新さと親しみやすさを両立させたデザインに仕上がっている。また下部には併結運転に対応するための電気連結器が存在し、先頭に立つ場合は先頭部と一体化したデザインのカバーで覆われる。この先頭部および側面は耐候性高張力鋼（LAHT）で製造されている一方、屋根や台車部はアルミニウムを用いて作られており、サウンド・トランジットから提示された荷重条件や耐火性能を満たした設計となっている。車体の連接部は、近畿車輛が手掛ける70％部分超低床電車において多数の実績を有する、台枠部の旋回ベアリングと屋根上のZリンクにより結合し、連接ダンパと共に走行時の安定性が保たれる構造が用いられる。塗装はサウンド・トランジットの標準塗装である、白を基調に車体下半分に「波目パターン」を描いたものである。
車内の座席配置は、A車およびB車がクロスシートおよび収納式ロングシート、C車がロングシートであり、A車・B車の低床部分にある3人掛け収納式ロングシートは折り畳むと車椅子スペースになる他、連結側には自転車ラックが存在する。両開きプラグドアである乗降扉はA車・B車の低床部分に両側2箇所づつ配置されており、低床式プラットホームからも段差なく乗降可能である。車体の軽量化と材料取りの簡易化という目的から、天井パネルや床パネルにはフェノール樹脂製を採用している。
運転席は客室から仕切りによって独立しており、中央に設置された腰掛から正面側にコンソールユニット、左側に運行や保守に関わる情報が表示されるタッチパネル式モニターディスプレイ、左右の隅柱側には車体各部の監視カメラの映像を映し出すモニターディスプレイが設置されている。これらの配置に関しては、先に日本の工場でモックアップを製造し、現地シアトルへ輸出した上で当局関係者に実際に座って貰い、更に検討を重ねる形で設計が行われている。
台車はA車・B車の運転台側に電動機を搭載した動力台車が、C車に付随台車が搭載されており、車輪の内側には耐候性圧延鋼を用いた溶接組立構造の台車枠が設置されている。軸ばねにはシェブロンゴム、枕ばねは空気ばねが用いられており、車輪は騒音を抑制するため防振ゴムを挟み込んだ弾性車輪（Bochum）が使われる。動力台車に2基搭載された主電動機からの動力伝達は中空軸やたわみ継手を介して行われる。安全対策として動力台車の前輪に砂撒き装置が設置されている他、先頭寄りには排障器と自動列車保護装置（ATP）の受信装置が存在し、必要に応じて制動装置が自動的に起動する。
主電動機はオーストリアのTraktionssysteme Austria、制御装置はオーストリアのエリン、制動装置はドイツのクノールブレムゼが手掛けており、近畿車輛が手掛けた他の70％部分超低床電車からメーカーが変更されているが、機器構成や配置を極力同じとする事で設計の合理化を図っている。特に、同時期に製造されたバレーメトロレール向けの電車とは可能な限り艤装の共通化が行われている。
これらの主要機器や空調装置、乗降扉を始めとする車両の各部は車両管理システム（VMS）によって管理されており、ネットワークによって接続された各部の状態は逐一運転台のタッチパネル式モニターディスプレイに表示される。また屋根上には保守支援用のワイヤレスランアンテナが設置され、保守サイトとのデータの交換が可能となっている。併結運転時は電気連結器に組み込まれたイーサピンインターフェイスを介し、車両同士の非接触接続が行われる。

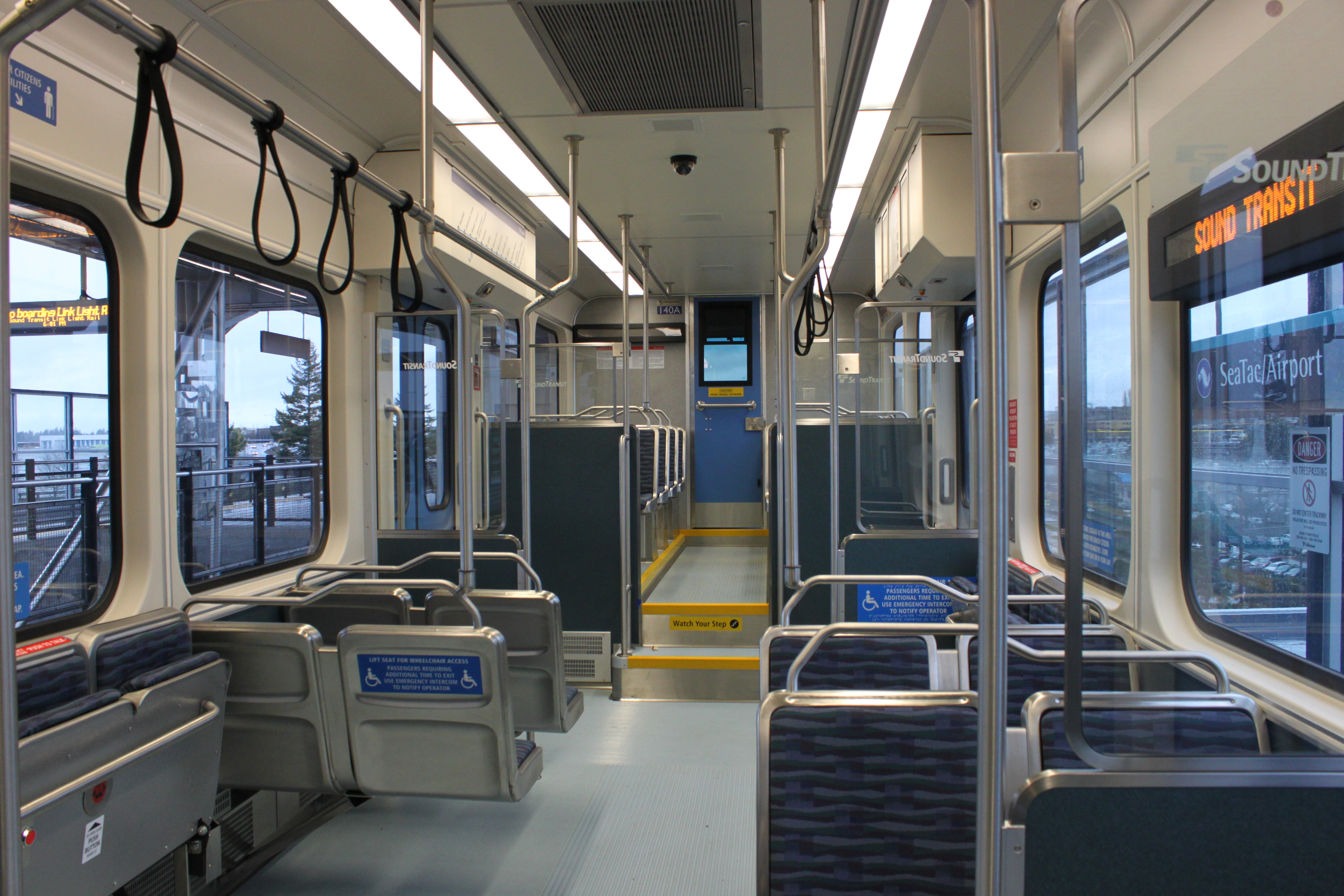
車内
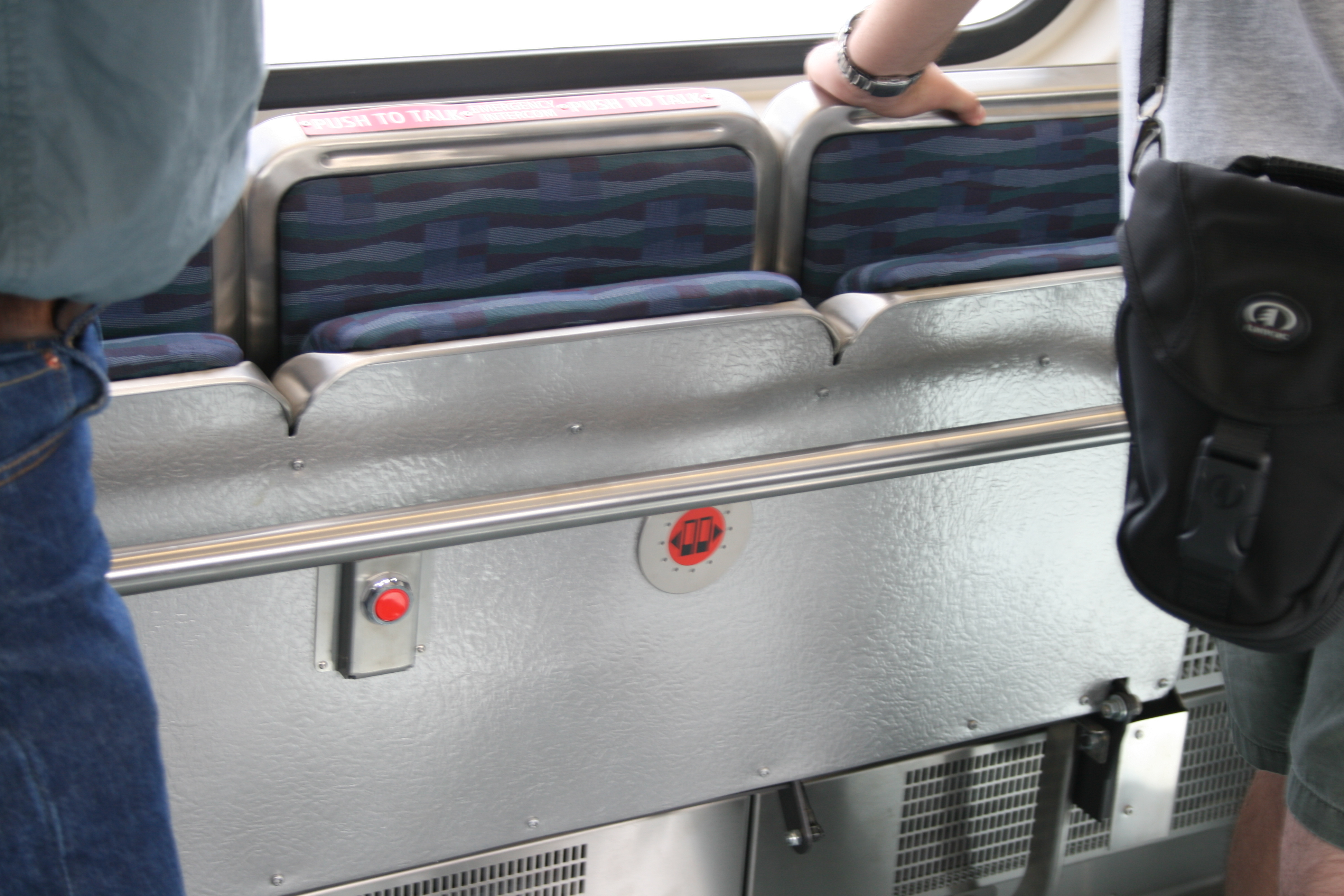
折り畳み座席は収納すると車椅子スペースになる
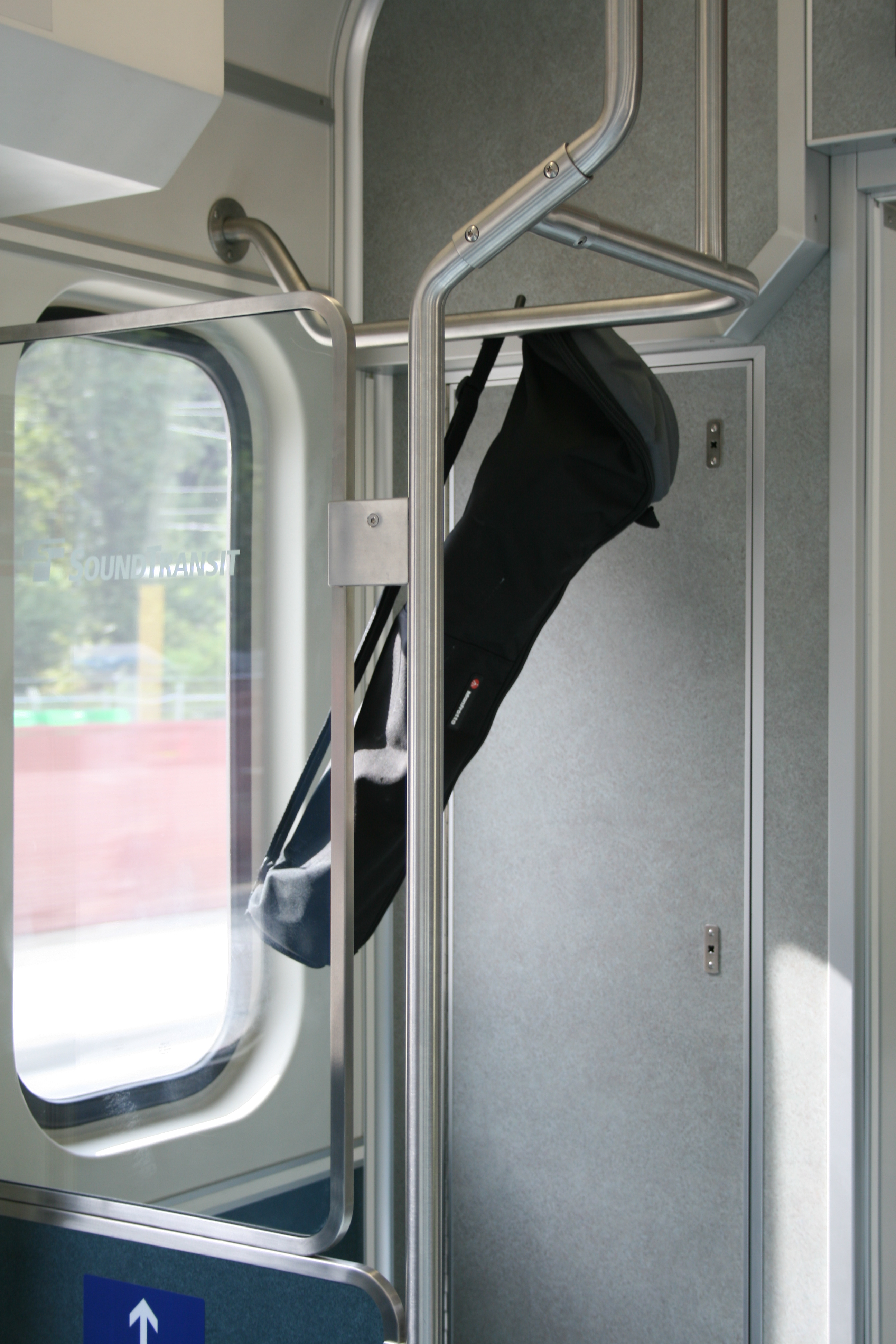
自転車ラック

## 運用
製造は2次に渡って行われ、2009年の開通に向けた最初の35両（101 - 135）は2006年から2007年にかけて製造され、増備車となる27両（136 - 162）は2010年から2014年まで作られた。アメリカでの最終組み立ては、ワシントン州エバレットにあるボーイングの工場を間借りする形で行われた。
開通当初は想定よりも利用客が少なく、夜間を中心に1両編成の列車も存在したが、2016年にワシントン大学方面への延伸が行われて以降乗客が激増し、2018年12月現在は2両および3両が基本編成となっている。だが乗客数に対して100形の本数が不足していた事からラッシュ時にも2両編成で運行する列車が設定され、場合によっては最大定員数である194人を超過し限界荷重に近い1両あたり250人以上の客が乗り込む事態も発生している。そのため、2020年以降シーメンス製の新型車両である200形の大量増備を実施すると共に、2021年からは1列車の最大両数を4両編成に延長する計画が立てられている。

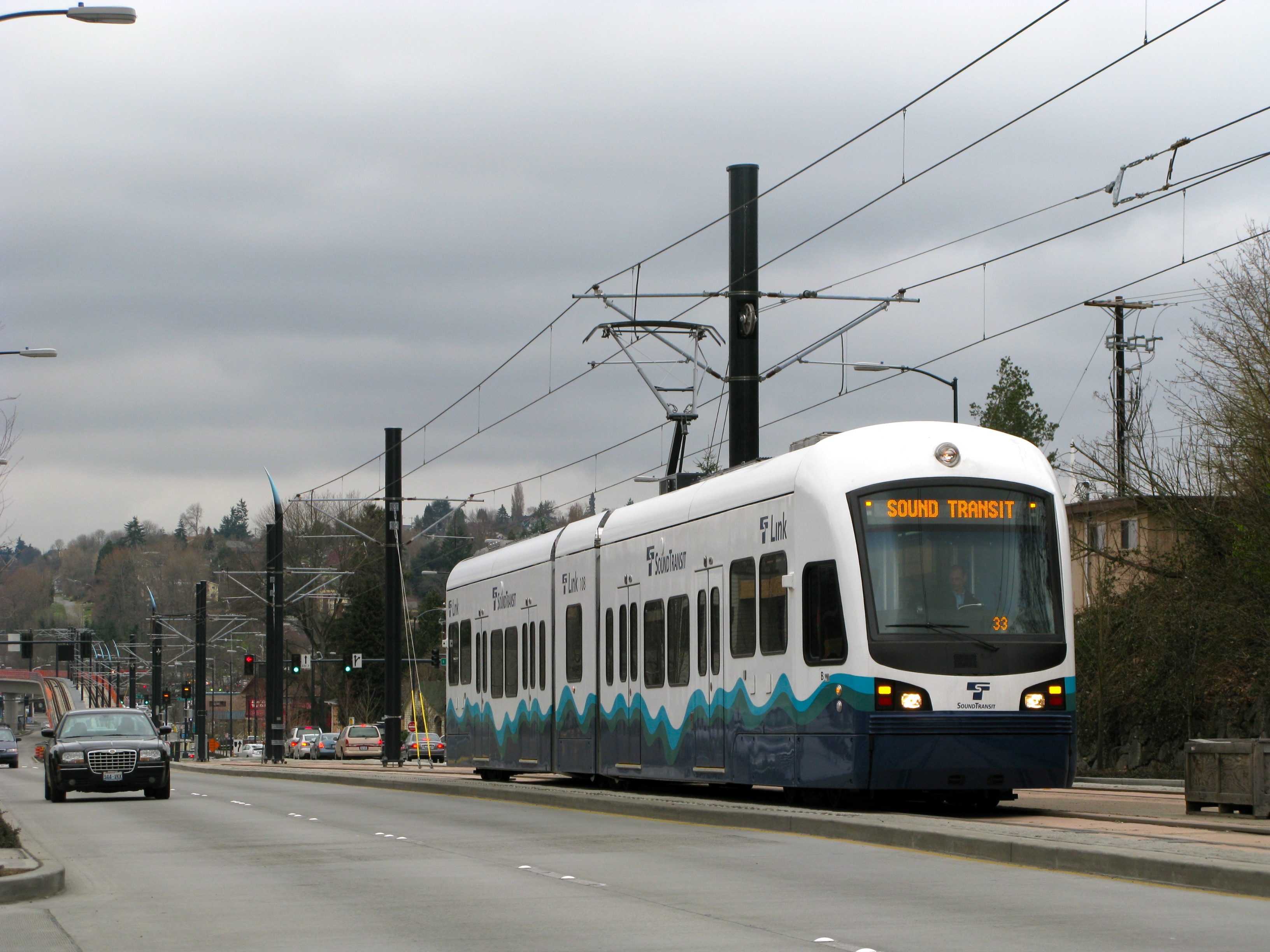
1両編成（試運転時、2009年撮影）
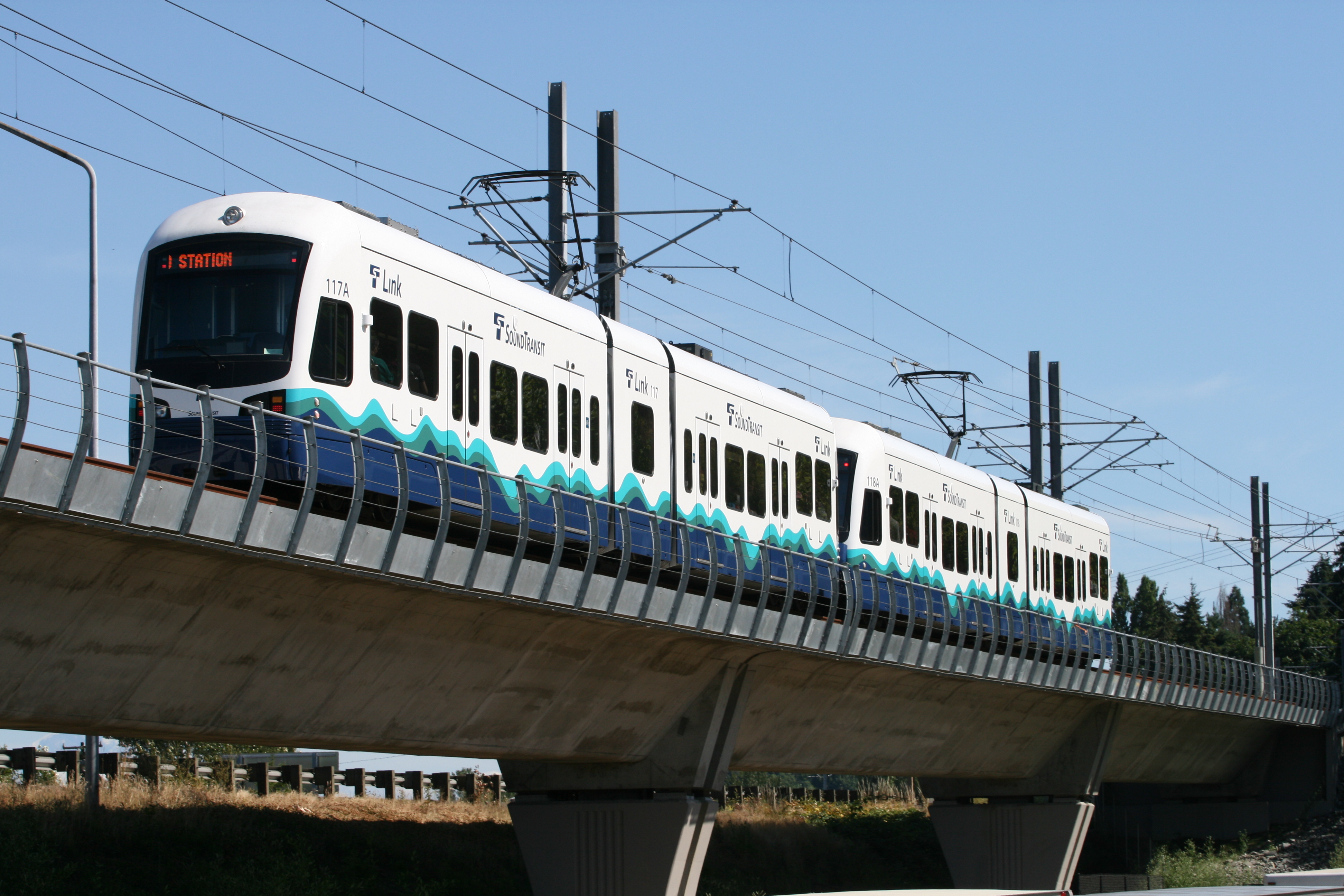
2両編成（2009年撮影）
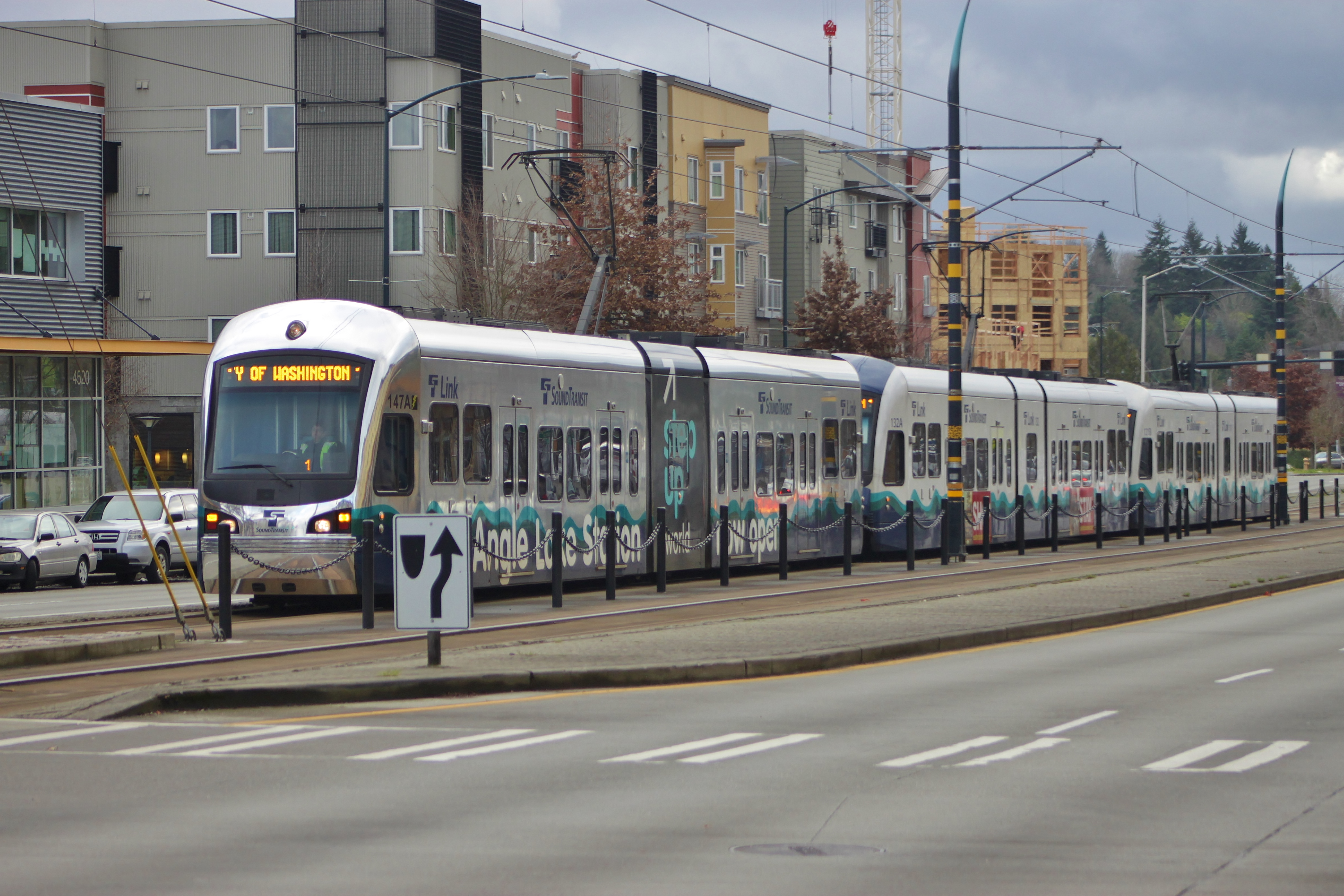
3両編成（2017年撮影）
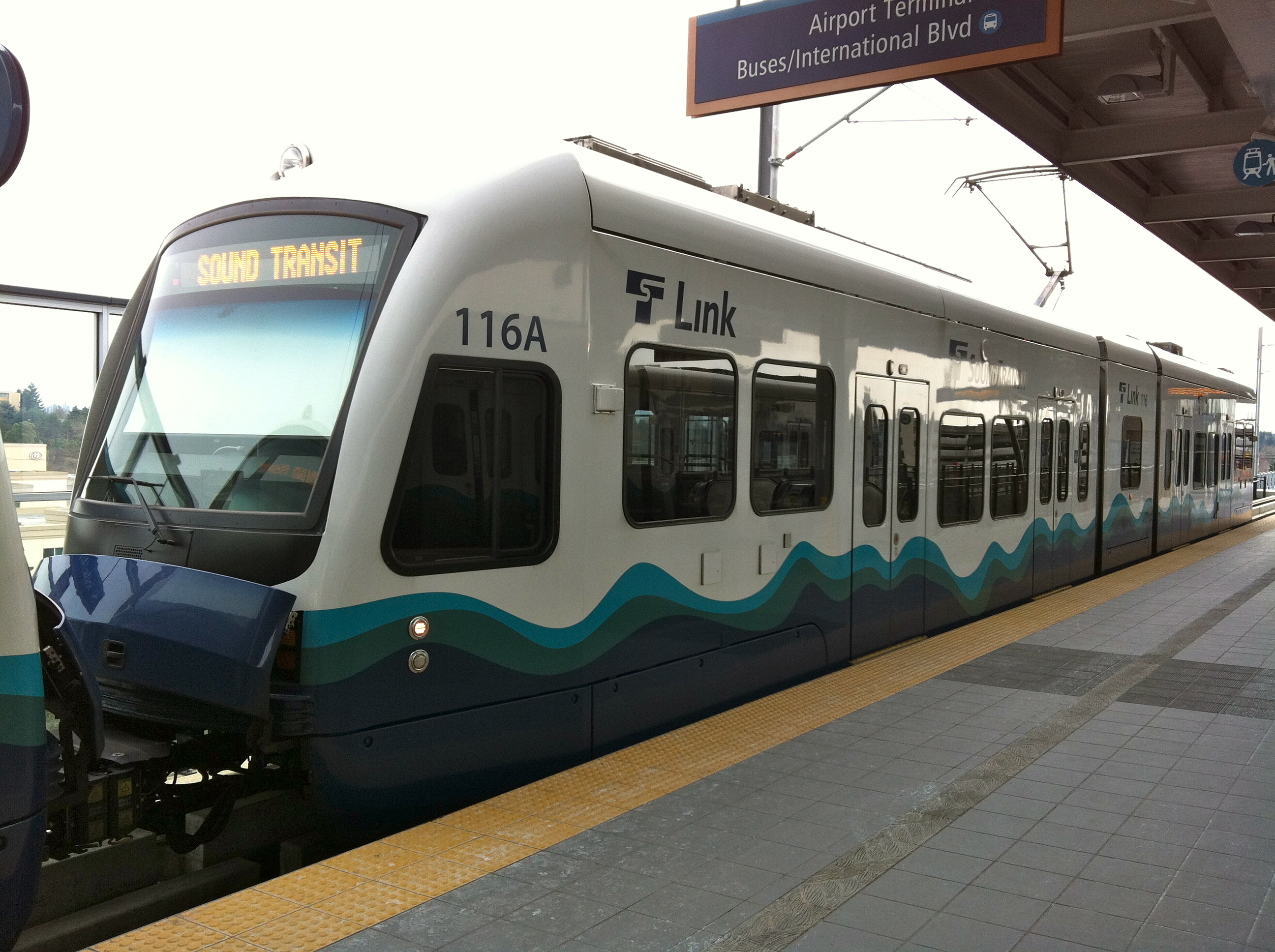
連結運転時はカバーが展開する（2012年撮影）